# Ivan Ivanovič Dmitriev
Ivan Ivanovič Dmitriev (in russo Иван Иванович Дмитриев?; Bogorodskoe, 21 settembre 1760 – Mosca, 15 ottobre 1837) è stato un poeta e politico russo; ministro della giustizia dal 1810 al 1814, in letteratura aderì al movimento sentimentalista russo e scrisse fra l'altro alcune favole rimaste popolari fino ad oggi.

## Biografia

### Istruzione
Ivan Dmitriev nacque in una piccola località del governatorato di Kazan'. Appartenente a una famiglia di proprietari terrieri, fece i primi studi con precettori privati. All'epoca della rivolta di Pugačëv (1773-1774) la sua famiglia si rifugiò a San Pietroburgo. Qui Ivan entrò alla scuola del reggimento Semionovsky. Più tardi intraprese la carriera militare.

### Attività politica
Con l'ascesa di Paolo I al trono imperiale (1796), il 5 novembre 1796 si ritirò dall'esercito col titolo di colonnello. Lo zar lo nominò procuratore generale al Senato; ma rinunciò all'incarico dopo la nomina a consigliere privato dello zar. Il 1º gennaio 1810 il nuovo zar Alessandro I gli diede l'incarico di ministro della Giustizia; conservò l'incarico fino al 30 agosto 1814, data in cui lasciò definitivamente la vita politica ritirandosi a vita privata.
Fu membro della Massoneria. 

### Attività letteraria
Durante i venti anni che seguirono il pensionamento Dmitriev si occupò pressoché esclusivamente dei suoi lavori letterari e della sua collezione di libri. Dotato di talento per la satira, scrisse racconti, favole con protagonisti animali sul modello di quelle di La Fontaine e Arnault, apologhi, epigrammi e memorie. Fu un poeta sentimentalista, come peraltro il suo amico Karamzin. Scrisse anche un poema epico, "Ermàk" (Ермак) ispirato all'epopea di Ermak Timofeevič, il cosacco conquistatore delle Siberia.
Le sue opere sono apparse a San Pietroburgo a partire dal 1823. L'opera completa era raccolta in tre volumi nelle prime cinque edizioni, e in due volumi nella sesta. Le sue memorie alla quale dedicò gli ultimi anni della sua vita furono pubblicate postume a Mosca nel 1866.